# Babna Brda
Babna Brda je naselje u slovenskoj Općini Šmarje pri Jelšahu. Babna Brda se nalazi u pokrajini Štajerskoj i statističkoj regiji Savinjskoj. 

## Stanovništvo
Prema popisu stanovništva iz 2002. godine naselje je imalo 140 stanovnika.